# Kenny Harrison
Kenny Harrison, född 13 februari 1965 i Milwaukee, Wisconsin, är en före detta amerikansk friidrottare som tävlade i trestegshoppning. 
Harrison är den ende hopparen (juli 07) som i godkända förhållande hoppat över 18 meter förutom världsrekordhållaren Jonathan Edwards. Det skedde vid OS 1996 i Atlanta när Harrisson hoppade 18,09. Ett hopp som innebar att Harrisson vann OS-guldet. Redan fem år tidigare hade Harrison vunnit VM-guld i tresteg vid VM i Tokyo 1991 då med ett hopp som mätte 17.78.